# Colfax stewensi
Colfax é um género de coleópteros carabídeos pertencente à subfamília Anthiinae.
O género Colfax contém uma única espécie, Colfax stewensi.